# A Lyga 1992-93
La A Lyga 1992-93 es la tercera temporada del torneo de fútbol más importante de Lituania desde su independencia de la Unión Soviética y que contó con la participación de 14 equipos.
El FK Ekranas gana su primer título de liga.

## Primera Ronda

### Clasificación
| Pos. | Equipo           | Pts. | PJ | G  | E | P  | GF | GC | Dif. | Clasificación       |
| ---- | ---------------- | ---- | -- | -- | - | -- | -- | -- | ---- | ------------------- |
| 1    | Ekranas          | 32   | 13 | 10 | 2 | 1  | 27 | 3  | +24  | Ronda de Campeonato |
| 2    | Žalgiris         | 32   | 13 | 10 | 2 | 1  | 32 | 6  | +26  | Ronda de Campeonato |
| 3    | Panerys          | 31   | 13 | 10 | 1 | 2  | 34 | 14 | +20  | Ronda de Campeonato |
| 4    | Sirijus          | 25   | 13 | 7  | 4 | 2  | 20 | 7  | +13  | Ronda de Campeonato |
| 5    | Banga Kaunas     | 24   | 13 | 7  | 3 | 3  | 24 | 9  | +15  | Ronda de Campeonato |
| 6    | ROMAR            | 20   | 13 | 6  | 2 | 5  | 13 | 13 | 0    | Ronda de Campeonato |
| 7    | Aras             | 17   | 13 | 4  | 5 | 4  | 16 | 13 | +3   | Ronda de Campeonato |
| 8    | Geležinis Vilkas | 15   | 13 | 3  | 6 | 4  | 12 | 17 | −5   | Ronda de Campeonato |
| 9    | Inkaras          | 15   | 13 | 4  | 3 | 6  | 16 | 20 | −4   | Ronda de Descenso   |
| 10   | Neris            | 12   | 13 | 3  | 3 | 7  | 15 | 20 | −5   | Ronda de Descenso   |
| 11   | Snaigė           | 11   | 13 | 3  | 2 | 8  | 8  | 27 | −19  | Ronda de Descenso   |
| 12   | Sakalas          | 8    | 13 | 2  | 2 | 9  | 8  | 23 | −15  | Ronda de Descenso   |
| 13   | Tauras-Karšuva   | 8    | 13 | 2  | 2 | 9  | 6  | 26 | −20  | Ronda de Descenso   |
| 14   | Minija           | 4    | 13 | 1  | 1 | 11 | 5  | 38 | −33  | Ronda de Descenso   |

 Fuente: rsssf.com

### Resultados
| Local \ Visitante | ARA | BAN | EKR | GEL | INK | MIN | NER | PAN | ROM | SAK | SIR | SNA | TAU | ŽAL |
| ----------------- | --- | --- | --- | --- | --- | --- | --- | --- | --- | --- | --- | --- | --- | --- |
| Aras              |     | 0–1 | 0–3 |     |     | 3–0 | 0–1 |     |     | 3–0 |     |     | 1–0 | 0–0 |
| Banga Kaunas      |     |     | 0–0 |     | 0–1 |     |     | 1–2 |     | 2–0 | 0–0 | 2–0 |     |     |
| Ekranas           |     |     |     | 0–1 | 2–0 |     | 3–0 |     |     | 2–0 |     |     | 3–0 | 1–0 |
| Geležinis Vilkas  | 0–0 | 1–4 |     |     | 1–1 | 4–1 | 1–1 |     |     | 3–1 |     |     |     |     |
| Inkaras           | 2–2 |     |     |     |     | 3–0 | 3–1 | 1–6 |     | 3–0 | 0–1 |     |     |     |
| Minija            |     | 0–4 | 0–6 |     |     |     |     | 0–3 | 1–0 |     |     | 0–0 |     | 1–3 |
| Neris             |     | 1–1 |     |     |     | 5–1 |     | 2–4 | 0–1 |     | 0–2 | 3–0 |     |     |
| Panerys           | 2–2 |     | 0–2 | 5–1 |     |     |     |     | 4–0 |     |     | 2–0 | 3–1 |     |
| ROMAR             | 0–0 | 0–2 | 1–1 | 1–0 | 3–0 |     |     |     |     |     |     |     | 1–0 | 1–2 |
| Sakalas           |     |     |     |     |     | 2–0 | 1–1 | 0–1 | 1–2 |     | 1–1 | 0–1 | 2–0 |     |
| Sirijus           | 3–1 |     | 0–1 | 0–0 |     | 3–0 |     | 0–2 | 2–0 |     |     | 5–2 |     |     |
| Snaigė            | 1–4 |     | 1–3 | 0–0 | 1–0 |     |     |     | 0–3 |     |     |     | 2–1 | 0–4 |
| Tauras-Karšuva    |     | 0–5 |     | 0–0 | 1–1 | 2–1 | 1–0 |     |     |     | 0–3 |     |     |     |
| Žalgiris          |     | 4–2 |     | 3–0 | 2–1 |     | 2–0 | 4–0 |     | 4–0 | 0–0 |     | 4–0 |     |

## Ronda de Campeonato

### Clasificación
| Pos. | Equipo           | Pts. | PJ | G  | E | P  | GF | GC | Dif. | Clasificación                         |
| ---- | ---------------- | ---- | -- | -- | - | -- | -- | -- | ---- | ------------------------------------- |
| 1    | Ekranas (C)      | 66   | 27 | 20 | 6 | 1  | 50 | 8  | +42  | Ronda Preliminar Champions League     |
| 2    | Žalgiris         | 61   | 27 | 18 | 7 | 2  | 54 | 13 | +41  | Ronda Clasificatoria Cup Winners' Cup |
| 3    | Panerys          | 52   | 27 | 16 | 4 | 7  | 53 | 29 | +24  |                                       |
| 4    | Sirijus          | 42   | 27 | 11 | 9 | 7  | 36 | 29 | +7   |                                       |
| 5    | Banga Kaunas     | 38   | 27 | 11 | 5 | 11 | 36 | 29 | +7   |                                       |
| 6    | ROMAR            | 37   | 27 | 11 | 4 | 12 | 27 | 27 | 0    |                                       |
| 7    | Aras             | 32   | 27 | 8  | 8 | 11 | 26 | 33 | −7   |                                       |
| 8    | Geležinis Vilkas | 23   | 27 | 5  | 8 | 14 | 25 | 43 | −18  |                                       |

 Fuente: rsssf.com

### Resultados
| Local \ Visitante | ARA | BAN | EKR | GEL | PAN | ROM | SIR | ŽAL |
| ----------------- | --- | --- | --- | --- | --- | --- | --- | --- |
| Aras              |     | 2–1 | 0–2 | 1–2 | 2–1 | 1–1 | 0–2 | 0–0 |
| Banga Kaunas      | 1–0 |     | 0–3 | 1–0 | 0–0 | 1–0 | 0–0 | 2–3 |
| Ekranas           | 5–0 | 2–1 |     | 2–1 | 2–0 | 1–0 | 1–0 | 1–0 |
| Geležinis Vilkas  | 1–2 | 2–1 | 1–1 |     | 0–2 | 0–1 | 1–1 | 1–2 |
| Panerys           | 3–0 | 2–1 | 0–1 | 2–0 |     | 2–1 | 0–0 | 1–2 |
| ROMAR             | 1–0 | 3–1 | 0–0 | 2–1 | 3–0 |     | 1–2 | 0–1 |
| Sirijus           | 0–2 | 1–2 | 1–1 | 4–3 | 3–6 | 2–0 |     | 0–0 |
| Žalgiris          | 0–0 | 2–0 | 1–1 | 4–0 | 0–0 | 2–1 | 5–0 |     |

## Ronda de Descenso

### Clasificación
| Pos. | Equipo         | Pts. | PJ | G | E | P  | GF | GC | Dif. | Descenso                             |
| ---- | -------------- | ---- | -- | - | - | -- | -- | -- | ---- | ------------------------------------ |
| 9    | Inkaras        | 30   | 23 | 8 | 6 | 9  | 28 | 28 | 0    |                                      |
| 10   | Sakalas        | 30   | 23 | 9 | 3 | 11 | 23 | 30 | −7   |                                      |
| 11   | Neris (D)      | 26   | 23 | 7 | 5 | 11 | 27 | 31 | −4   | Desaparece al finalizar la temporada |
| 12   | Tauras-Karšuva | 24   | 23 | 6 | 6 | 11 | 14 | 33 | −19  |                                      |
| 13   | Snaigė (D)     | 21   | 23 | 6 | 3 | 14 | 14 | 36 | −22  | Descenso a la 1 Lyga                 |
| 14   | Minija (D)     | 10   | 23 | 2 | 4 | 17 | 12 | 56 | −44  | Descenso a la 1 Lyga                 |

 Fuente: rsssf.com

### Resultados
| Local \ Visitante | INK | MIN | NER | SAK | SNA | TAU |
| ----------------- | --- | --- | --- | --- | --- | --- |
| Inkaras           |     | 4–0 | 2–0 | 0–1 | 1–0 | 0–2 |
| Minija            | 2–2 |     | 1–3 | 1–2 | +:- | 0–0 |
| Neris             | 1–1 | 2–0 |     | 1–1 | 2–0 | 1–3 |
| Sakalas           | 2–1 | 2–1 | 1–0 |     | 2–1 | 0–0 |
| Snaigė            | 0–1 | 1–1 | 2–1 | 1–0 |     | 1–0 |
| Tauras-Karšuva    | 0–0 | 2–1 | 0–0 | 0–4 | 1–0 |     |